# Фінн Віттрок
Фінн Віттрок (англ. Finn Wittrock; нар. 28 жовтня 1984, Ленокс, Массачусетс, США) — американський актор, який відомий ролями в фільмах «Звичайне серце», «Ной», «Нескорений», «Ла-Ла Ленд», мильній опері «Усі мої діти».

## Біографія
Фінн Віттрок народився в Леноксі, США в родині актора Пітера Віттрока та спеціаліста з ерготерапії та викладача Університету Південної Каліфорнії Кейт Кроулі. У Фінна є брат Ділан, молодший на чотири роки. Коли хлопчику виповнилось шість родина переїхала в Еванстон, потім у Лос-Анжелес, де він відвідував школу мистецтв. Попри переїзд уся сім'я кожного літа поверталась у Массачусетс і приєднувалась до театральної компанії «Shakespeare & Company». Після закінчення школи його прийняли в Джульярдську школу.

## Особисте життя
У жовтні 2014 Віттрок одружився зі своєю давньою подругою Сарою Робертс.

## Кар'єра
Віттрок отримав кілька ролей на телебаченні у 2003, після чого вирішив проявити себе як театральний актор. У 2009 він повернувся на екрани, виконуючи роль Деймона Міллера в мильній опері «Усі мої діти». У 2010 актор з'явився в підлітковій драмі «Дванадцять». Водночас він продовжував працювати на театральній сцені. У 2012 був нагороджений «Theatre World Award» за участь у виставі «Веселкова кімната».
У 2014 вийшло чотири стрічки з актором: «Зимова фантазія», «Ной», «Нескорений». Крім того він взяв участь у телефільмі «Звичайне серце» та серіалі «Американська історія жаху». У 2015 Віттрок приєднався до акторського складу біографічного комедійно-драматичного фільму «Гра на пониження» та кіномюзиклу «Ла-Ла Ленд». У стрічці 2017 року «Телефонна лінія» Фінн виконав роль колишнього бойфренда головної героїні Дани (Дженні Стейт).
У листопаді 2017 року було оголошено, що актор приєднався до зйомок романтичної комедії «Плюс один». У серпні 2018 року Віттрок знявся в кліпі гурту «Interpol» «If You Really Love Nothing» разом з Крістен Стюарт.

## Фільмографія

### Кінофільми
| Рік  |   | Українська назва                | Оригінальна назва                   | Роль              |
| ---- | - | ------------------------------- | ----------------------------------- | ----------------- |
| 2010 | ф | Дванадцять                      | Twelve                              | Воррен            |
| 2014 | ф | Зимова фантазія                 | Winter's Tale                       | Габріель          |
| 2014 | ф | Ной                             | Noah                                | Тувалкаїн         |
| 2014 | ф | Нескорений                      | Twelve                              | Мак               |
| 2015 | ф | Усі мої американці              | My All American                     | Фредді Штейнмарк  |
| 2015 | ф | Гра на пониження                | The Big Short                       | Джеймі Шиплі      |
| 2015 | ф | Дитина субмарини                | The Submarine Kid                   | Спенсер Колл      |
| 2016 | ф | Ла-Ла Ленд                      | La La Land                          | Грег              |
| 2017 | ф | Телефонна лінія                 | Landline                            | Нейт              |
| 2017 | ф | Сон літньої ночі                | A Midsummer Night's Dream           | Діметріус         |
| 2018 | ф | Дурний і безглуздий жест        | A Futile and Stupid Gesture         | Тім Метісон       |
| 2018 | ф | Напиши, коли отримаєш роботу    | Write When You Get Work             | Джон              |
| 2018 | ф | Якби Біл-стріт могла заговорити | If Beale Street Could Talk          | Хейворд           |
| 2019 | ф | У пошуках срібного озера        | Locating Silver Lake                | Сет               |
| 2019 | ф | Плюс один                       | Plus One                            | Стів              |
| 2019 | ф | Останній чорний у Сан-Франциско | The Last Black Man in San Francisco | Клейтон Ньюсом    |
| 2019 | ф | Джуді                           | Judy                                | Мікі Дінс         |
| 2022 | ф | Глибока вода                    | Deep Water                          | Дом               |
| 2022 | ф | Найщасливіша дівчина на світі   | Luckiest Girl Alive                 | Люк Гаррісон      |
| 2023 | ф | Походження                      | Origin                              | Август Ландмессер |
| 2024 | ф | Жага до життя                   | Don't Move                          | Річард            |

### Телебачення
| Рік       |    | Українська назва                           | Оригінальна назва                                         | Роль                                                     |
| --------- | -- | ------------------------------------------ | --------------------------------------------------------- | -------------------------------------------------------- |
| 2003      | с  | Мертва справа                              | Cold Case                                                 | Ерік Вітлі (Епізод: "Look Again")                        |
| 2003      | с  | Швидка допомога                            | ER                                                        | Томас Йодер (Епізод: "Missing")                          |
| 2004      | с  | C.S.I.: Місце злочину Маямі                | CSI: Miami                                                | Чед (Епізод: "Murder in a Flash")                        |
| 2004      | тф | Геловінтаун 3                              | Halloweentown High                                        | Коді                                                     |
| 2009—2011 | с  | Всі мої діти                               | All My Children                                           | Деймон Міллер (112 епізодів)                             |
| 2011      | с  | Торчвуд                                    | Torchwood                                                 | Денні (Епізод: "Rendition")                              |
| 2012      | с  | Закон Геррі                                | Harry's Law                                               | Джиммі Кормак (Епізод: "New Kidney on the Block")        |
| 2012      | с  | Криміналісти: мислити як злочинець         | Criminal Minds                                            | Гарві Морелл (Епізод: "True Genius")                     |
| 2013      | с  | Закон і порядок: Спеціальний корпус        | Law & Order: Special Victims Unit                         | Камерон Тейлор (Епізод: "Wonderland Story")              |
| 2013      | с  | Майстри сексу                              | Masters of Sex                                            | Дейл (4 епізоди)                                         |
| 2014      | тф | Звичайне серце                             | The Normal Heart                                          | Альберт                                                  |
| 2014—2015 | с  | Американська історія жаху: Шоу виродків    | American Horror Story: Freak Show                         | Денді Мотт (12 епізодів)                                 |
| 2015      | с  | Нероба                                     | Deadbeat                                                  | Макс (Епізод: "The Polaroid Flasher")                    |
| 2015—2016 | с  | Американська історія жаху: Готель          | American Horror Story: Hotel                              | Трістан Даффі (6 епізодів) Рудольф Валентино (3 епізоди) |
| 2016      | с  | Американська історія жаху: Роенок          | American Horror Story: Roanoke                            | Джетер Полк (2 епізоди)                                  |
| 2018      | с  | Вбивство Джанні Версаче                    | The Assassination of Gianni Versace: American Crime Story | Джеффрі Трейл                                            |
| 2019      | с  | Американська історія жаху: 1984            | American Horror Story: 1984                               | Боббі Ріхтер (Епізод: "Final Girl")                      |
| 2020      | с  | Сестра Ретчед                              | Ratched                                                   | Едмунд Толлесон (8 епізодів)                             |
| 2021      | с  | Американська історія жаху: Подвійний сеанс | American Horror Story: Double Feature                     | Гаррі Ґарднер (6 епізодів)                               |

## Нагороди та номінації
| Нагорода                          | Рік  | Категорія                                                         | Робота                                                 | Результат |
| --------------------------------- | ---- | ----------------------------------------------------------------- | ------------------------------------------------------ | --------- |
| Еммі                              | 2015 | Найкраща чоловіча роль другого плану в мінісеріалі або телефільмі | Американська історія жаху: Шоу виродків                | Номінація |
| Еммі                              | 2018 | Найкраща чоловіча роль другого плану в мінісеріалі або телефільмі | Вбивство Джанні Версаче: Американська історія злочинів | Номінація |
| Премія Гільдії кіноакторів США    | 2016 | Найкращий акторський склад в ігровому кіно                        | Гра на пониження                                       | Номінація |
| Супутник                          | 2019 | Найкращий акторський склад у телесеріалі                          | Вбивство Джанні Версаче: Американська історія злочинів | Перемога  |
| Вибір телевізійних критиків       | 2015 | Найкращий актор другого плану в мінісеріалі або телефільмі        | Американська історія жаху: Шоу виродків                | Номінація |
| Вибір телевізійних критиків       | 2019 | Найкращий актор другого плану в мінісеріалі або телефільмі        | Вбивство Джанні Версаче: Американська історія злочинів | Номінація |
| Critics' Choice Super Awards      | 2021 | Найкращий злодій у серіалі                                        | Сестра Ретчед                                          | Номінація |
| Національна рада кінокритиків США | 2015 | Найкращий акторський склад                                        | Гра на пониження                                       | Перемога  |
| Премія «Театральний світ»         | 2012 | Н/Д                                                               | Смерть комівояжера                                     | Перемога  |